# 冗餘電源系統
冗餘電源系統（Redundant Power System，縮寫 RPS），可用作為部分交換機的外置直流供電電源。冗餘電源是用於伺服器、工業電腦（Industrial PC;IPC）安全監控等中的一種電源，是由兩個完全一樣（冗餘）的電源組成，由晶片控制電源進行負載均衡。當一個電源出現故障時，另一個電源馬上接管其工作，在更換電源後，又是兩個電源協調工作。冗餘電源是為了實現伺服器系統的高可用性。除了伺服器之外，磁碟陣列系統應用也非常廣泛。